# Ondrej Daňko (1971)
Ondrej Daňko (* 2. června 1971) je bývalý slovenský fotbalový záložník. Jeho otec Andrej je bývalým československým fotbalovým reprezentantem.

## Fotbalová kariéra
Košický odchovanec hrál na vojně za Duklu Praha, pak opět za 1. FC Košice, dále v FC Petra Drnovice, Csepel SC, FC Lokomotíva Košice, FC Nitra a FSV Zwickau. V československé a české lize nastoupil celkem ve 25 utkáních a dal 1 gól. Na podzim 1996 byl ve Spartě, nenastoupil za ni však v žádném prvoligovém utkání.
S mužstvem 1. FC Košice triumfoval ve finále 33. (posledního) ročníku Československého poháru, které se hrálo v neděli 6. června 1993 na hřišti Tatranu Poštorná před 6 000 diváky. Druholigoví košičtí fotbalisté v něm překvapivě porazili novopečeného mistra ligy Spartu Praha, senzací pak byl rozdíl 4 branek – 5:1. V tomto finále vstřelil 2 branky (první z pokutového kopu) a jako kapitán převzal vítěznou trofej.

### Evropské poháry
Ve 4 startech v PVP 1993/94 zaznamenal v dresu 1. FC Košice 3 branky. Všechny vstřelil v Košicích: první v předkole litevskému mužstvu Žalgiris Vilnius (18. srpna 1993) a další dvě (obě z pokutového kopu) tureckému klubu Beşiktaş JK (15. září 1993). Jeden start si připsal i v Poháru UEFA 1995/96 proti maďarskému mužstvu Újpesti TE (22. srpna 1995).

## Ligová bilance
| Ročník                                   | Zápasy | Góly | Klub                 |
| ---------------------------------------- | ------ | ---- | -------------------- |
| 1. československá fotbalová liga 1990/91 | 10     | 1    | Dukla Praha          |
| 1. československá fotbalová liga 1991/92 | 9      | 0    | Dukla Praha          |
| 1. slovenská fotbalová liga 1993/94      | 21     | 6    | 1. FC Košice         |
| 1. slovenská fotbalová liga 1994/95      | 2      | 0    | 1. FC Košice         |
| 1. česká fotbalová liga 1994/95          | 6      | 0    | FC Petra Drnovice    |
| 1. maďarská fotbalová liga 1994/95       | 7      | 0    | Csepel SC            |
| 1. slovenská fotbalová liga 1995/96      | 11     | 4    | 1. FC Košice         |
| 1. slovenská fotbalová liga 1996/97      | 13     | 0    | FC Lokomotíva Košice |
| CELKEM                                   | 79     | 11   |                      |